# Houquetot
Houquetot és un municipi francès situat al departament del Sena Marítim i a la regió de Normandia. L'any 2007 tenia 302 habitants.

## Demografia

### Població
El 2007 la població de fet de Houquetot era de 302 persones. Hi havia 102 famílies de les quals 11 eren unipersonals (11 homes vivint sols), 33 parelles sense fills i 58 parelles amb fills.
La població ha evolucionat segons el següent gràfic:
Habitants censats

### Habitatges
El 2007 hi havia 105 habitatges, 98 eren l'habitatge principal de la família, 4 eren segones residències i 4 estaven desocupats. Tots els 105 habitatges eren cases. Dels 98 habitatges principals, 87 estaven ocupats pels seus propietaris, 10 estaven llogats i ocupats pels llogaters i 1 estava cedit a títol gratuït; 2 tenien dues cambres, 6 en tenien tres, 21 en tenien quatre i 69 en tenien cinc o més. 82 habitatges disposaven pel capbaix d'una plaça de pàrquing. A 28 habitatges hi havia un automòbil i a 69 n'hi havia dos o més.

### Piràmide de població
La piràmide de població per edats i sexe el 2009 era:
| Homes | Edats   | Dones |
| ----- | ------- | ----- |
| 0     | 95 o +  | 4     |
| 0     | 90 a 94 | 8     |
| 4     | 85 a 89 | 0     |
| 0     | 80 a 84 | 4     |
| 0     | 75 a 79 | 8     |
| 8     | 70 a 74 | 0     |
| 12    | 65 a 69 | 4     |
| 0     | 60 a 64 | 8     |
| 0     | 55 a 59 | 4     |
| 16    | 50 a 54 | 12    |
| 16    | 45 a 49 | 16    |
| 8     | 40 a 44 | 12    |
| 4     | 35 a 39 | 8     |
| 12    | 30 a 34 | 8     |
| 8     | 25 a 29 | 8     |
| 16    | 20 a 24 | 4     |
| 16    | 15 a 19 | 16    |
| 8     | 10 a 14 | 20    |
| 4     | 5 a 9   | 12    |
| 0     | 0 a 4   | 4     |

## Economia
El 2007 la població en edat de treballar era de 202 persones, 152 eren actives i 50 eren inactives. De les 152 persones actives 145 estaven ocupades (86 homes i 59 dones) i 7 estaven aturades (7 dones i 7 dones). De les 50 persones inactives 18 estaven jubilades, 12 estaven estudiant i 20 estaven classificades com a «altres inactius».

### Ingressos
El 2009 a Houquetot hi havia 110 unitats fiscals que integraven 335 persones, la mediana anual d'ingressos fiscals per persona era de 19.785 €.

### Activitats econòmiques
Dels 3 establiments que hi havia el 2007, 1 era d'una empresa de fabricació d'altres productes industrials, 1 d'una empresa de construcció i 1 d'una empresa d'informació i comunicació.
L'any 2000 a Houquetot hi havia 8 explotacions agrícoles.

## Poblacions més properes
El següent diagrama mostra les poblacions més properes.